# Hans Rudolf Picard
Hans Rudolf Picard (* 29. Juli 1928 in Düsseldorf; † 24. April 2017 in Konstanz) war ein deutscher Romanist und Literaturwissenschaftler.
Picard studierte an der Ruprecht-Karls-Universität Heidelberg, wo er 1954 das Staatsexamen ablegte und 1959 promoviert wurde. Seine Habilitation erfolgte 1976 an der Rheinischen Friedrich-Wilhelms-Universität Bonn. Von 1956 bis 1959 war er als Gymnasiallehrer in Bonn tätig. Darauf folgten acht Jahre als Direktor des Goethe Instituts im spanischen Barcelona. Von 1967 bis 1976 lehrte er an der Universität Bonn, von 1976 bis 1993 schließlich als Professor für Romanistik an der Universität Konstanz.

## Schriften (Auswahl)
- Die Illusion der Wirklichkeit im Briefroman des achtzehnten Jahrhunderts. Winter, Heidelberg 1971, ISBN 978-3-533-02137-7.
- Autobiographie im zeitgenössischen Frankreich. Existentielle Reflexion und literarische Gestaltung. Fink, München 1978, ISBN 978-3-7705-1540-0 (zugleich Habilitationsschrift, Universität Bonn 1976).
- Dichtung und Religion. Die Kunst der Poesie im Dienst der religiösen Rede. Universitätsverlag Konstanz (UVK), Konstanz 1984, ISBN 978-3-87940-229-8.
- Der Geist der Erzählung. Dargestelltes Erzählen in literarischer Tradition. Lang, Bern/Frankfurt am Main/New York, 1986, ISBN 978-3-261-03618-6.